# Bryomoia
Bryomoia é um gênero de traça pertencente à família Arctiidae.